# Gabriella Pregnolato
Gabriella Pregnolato, née le 30 mai 1971 à Correggio, est une coureuse cycliste italienne. Elle court sur route et sur piste.

## Palmarès sur piste[1]

### Jeux olympiques
- Barcelone 1992
  - 6e de la poursuite

### Championnats du monde juniors
- 1989
  -  Médaillée de bronze de la poursuite juniors

## Palmarès sur route

### Palmarès par années
- 1996
  -  Championne d'Italie du contre-la-montre
  - 3e du Chrono Champenois - Trophée Européen
  - 8e du championnat du monde du contre-la-montre
- 1997
  -  Championne d'Italie du contre-la-montre
  - 11e étapes du Tour d'Italie
- 1998
  - 2e du championnat d'Italie du contre-la-montre
  - 3e de la Liberty Classic
- 1999
  -  Championne d'Italie du contre-la-montre
  - 1re et 12e étapes du Tour d'Italie
  - 6ea et 6eb étapes de La Grande Boucle féminine internationale
- 2000
  -  Championne d'Italie sur route
  -  Championne d'Italie du contre-la-montre
  - 3e étape de La Grande Boucle féminine internationale
  - 3e de la Primavera Rosa (Cdm)
- 2001
  - 3e étape de La Grande Boucle féminine internationale